# Врачи за права человека — Израиль

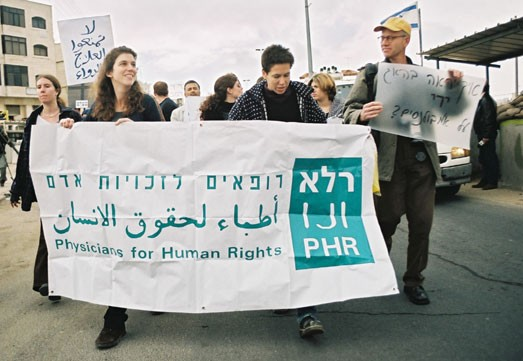
«Врачи за права человека — Израиль» участвуют в демонстрации против оккупации Израилем Палестинской автономии на контрольно-пропускном пункте Каландия, март 2002 год

Врачи за права человека — Израиль (ВПЧ-И; ивр. רופאים לזכויות אדם - ישראל‎) — неправительственная некоммерческая правозащитная организация, базирующаяся в Яффо. Организация «Врачи за права человека — Израиль» была основана в 1988 году с целью создания «справедливого общества, в котором право на здоровье предоставляется в равной степени всем людям, находящимся под ответственностью Израиля».
ВПЧ-И заявляет, что «принципы прав человека, медицинской этики и социальной справедливости лежат в основе нашего мировоззрения» и направлены против того, что он называет «продолжающейся оккупацией палестинской территории». В сентябре 2010 года, ВПЧ-И была награждена премией «Правильный образ жизни» «за неукротимый дух в борьбе за право на здоровье для всех людей в Израиле и Палестине».
Основатель и генеральный директор ВПЧ-И доктор Рухама Мартон поддерживает антисионисткое движение за бойкот, изъятие инвестиций и санкции и вызвал критику со стороны израильских групп, выступающих против бойкота Израиля. Президентом ВПЧ-И является профессор Рафи Вальден, эксперт по сосудистой хирургии, член правления Медицинского центра Шиба Тель-ха-Шомер и профессор медицины Тель-Авивского университета, а председателем исполнительного комитета является доктор Мушира Абу-Диа, гинеколог в больнице Хадасса Эйн Керем и лауреат премии Галлантера за социальную справедливость.